# قلعه یزدان
قلعه یزدان روستایی است در شهرستان نیشابور استان خراسان رضوی ایران و در ۳۰ کیلومتری شهر فیروزه واقع شده‌است. این روستا در دهستان طاغنکوه شمالی قرار داشته و براساس آخرین سرشماری مرکز آمار ایران که در سال ۱۳۸۵ صورت گرفته، جمعیت آن ۱۱۴۷نفر (۲۹۰خانوار) بوده‌است. از زیباترین روستاهای نیشابور در منتهی الیه غربی آن است و دارای چشمه ها و باغ های فراوان است. کلاته های علی قنبر، طونج، درویش آباد، صدرآباد ، بابالنگر، دهنو، عوض‌وردی و دونه از مهمترین آنهاست. گردو، گیلاس، آلبالو و سیب و گلابی از مهمترین تولیدات این روستا است. در تولید ارقام متنوع انگور به صورت دیم و آبی کمتر روستایی با این قابلیت در استان وجود دارد. در سال های اخیر تولید زعفران در این روستا رو به گسترش گذاشته است. در گذشته ها ی نه چندان دور کاشت چغندر و گندم تولیدات اصلی زراعی مردم روستا بود. حدود 40 سال پیش تقریبا تمام خانواده ها مشغول به کار قالی بافی نیز بودند که متاسفانه این هنر ارزشمند در سال های اخیر رو به نابودی است.
دانش آموختگان دانشگاهی این روستا که در معتبرترین دانشگاههای ایران تحصیل نموده و در حال حاضر مسئولیت های کشوری و استانی دارند بسیار زیاد است. کی از مفاخر ارزشمند و کم نظیر این روستا شاعری است که در عین بیسوادی ( سواد خواندن و نوشتن) فی البداهه می توانند در موضوعات مختلف شعر بسرایند. حاج غلامحسین حقانی نسب این شاعر تواناست که در روستا به نام حاج شاعر معروف است.
شغل اصلی مردم روستا کشاورزی و دامپروری است. و با توجه به مهارت صیفی کاری و از طرفی کمبود آب و زمین اکثر روستاییان به اجاره کاری به استان زنجان یا تبریز کوچ فصلی نموده و موجب اشتغال فراوان در این استان ها شده اند..
در حال حاضر این روستا دارای آب، برق، گاز و مرکز بهداشت و جاده دسترسی آسفالته است. 
کوهستان های زیبا و دارای دوره های زمین شناسی مختلف از زیبایی های این روستاست که همچون دژ محکمی اطراف روستا را در بر گرفته است. 
مراسم 28 صفر( چهل و هشتم) در این روستا با میزبانی از دهها روستای اطراف با شور و حرارت خاصی برگزار می شود و از بزرگترین گردهمایی های شهرستان نیشابور در ایام عزاداری است. 
مراسم 13 بدر نیز همراه با شور نشاط خاصی به مرکزیت کلاته بابا لنگر برگزار شده و دو مسابقه کشتی و پرش طول ( پل دیستنک) از برنامه های اصلی این مراسم است.